# Ehemaliges Ursulinenkloster Graz

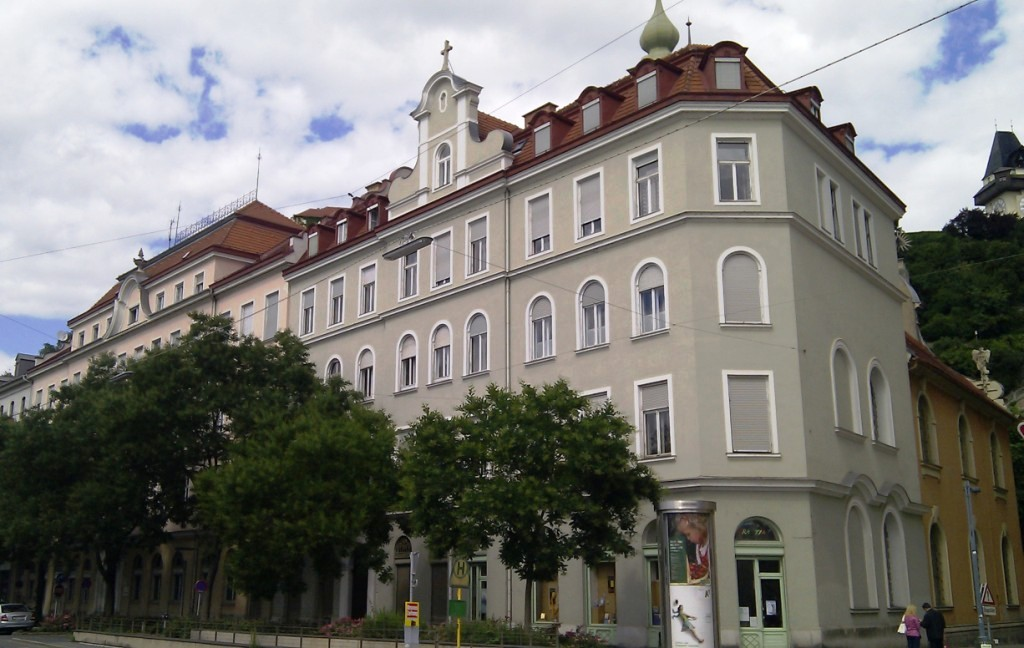
Ehemaliges Ursulinen- und heutiges Schulschwesternkloster

Das ehemalige Ursulinenkloster befand sich im „zweiten Sack“, in der heutigen Grazer Sackstraße im ersten Stadtbezirk Innere Stadt. Der Konvent der Ursulinen betrieb eine reine Mädchenschule, weswegen die Ordensniederlassung während der Josephinischen Reformen vor einer Auflösung verschont blieb. Nach dem Verkauf des Gebäudekomplexes an die Grazer Schulschwestern kam es zum Neubau des Konvents in der Leonhardstraße im zweiten Bezirk St. Leonhard.

## Geschichte
Auf Wunsch der Grazer Bevölkerung kam im Jahr 1686 der Frauenorden der Ursulinen, der sich besonders der Erziehung junger Mädchen widmet, nach Graz. Die Niederlassung genehmigte am 30. März dieses Jahres Kaiser Leopold I., bevor am 14. Juni die ersten vier Schwestern eintrafen und von adeligen Damen in Empfang genommen wurden. Das erste Heim des Grazer Ordens befand sich am ehemaligen Fischplatz (heute Andreas-Hofer-Platz). Nach der Errichtung einer Kapelle und dem Eintreffen einer Verstärkung aus Görz wurde am 24. Juli 1686 der Schulbetrieb aufgenommen.
Neben der Schule kam es auch zur Gründung eines Pensionats, in dem die Mädchen leben konnten. Wegen des großen Anklangs in der Bevölkerung musste das relativ kleine Haus am Fischplatz bald geräumt und ein neues Quartier gefunden werden. Der Orden zog in das sogenannte „Werthlische Haus“ gegenüber der Mariahilferkirche. Der Ansturm auf die Bildungseinrichtung für Mädchen hielt an, sodass der Orden abermals personelle Verstärkung anfordern musste.
Der Salzburger Erzbischof gab am 13. Januar 1687 die Bewilligung für einen Neubau des Klosters, der nach dem Ankauf und dem Abbruch von fünf Bürgerhäusern im „zweiten Sack“ (zwischen 1687 und 1694) in Angriff genommen werden konnte. Nach der Errichtung einer „Totenkapelle“ (1694/95) kam es 1696 zur Grundsteinlegung. Die Pläne für den Bau Ursulinenklosters, der von 1700 bis 1722 andauerte, stammten von Anton Leithner. Die Weihe der zwischen 1694 und 1704 errichteten Ursulinenkirche (heute Dreifaltigkeitskirche) fand 1704 statt und wurde von Fürstbischof Franz Anton Adolph von Wagensperg durchgeführt.
Fortan kam es zur Teilung in eine ‚innere‘ und ‚äußere‘ Schule, wobei in der ‚inneren‘ Schule Schülerinnen des Pensionats und in der ‚äußeren‘ externe Mädchen unterrichtet wurden. Am Lehrplan standen fast zur Gänze musische Fächer. Nach der Schulreform von Maria Theresia im Jahr 1775 stellten die Ursulinen den Schulbetrieb rasch auf die neuen Anforderungen um. Die Kaiserin begeisterte sich für die Methoden der Schwestern und besuchte die Schule mehrmals während ihrer Aufenthalte in Graz. Auch ihr Sohn, Kaiser Joseph II., stattete der Klosterschule einige Besuche ab. Sie blieb zur Zeit der Josephinischen Reformen aufgrund der Lehrtätigkeit der Schwestern von der Auflösung verschont. Auch die Besatzung von Graz durch Napoleon führte zu keinerlei Einschränkungen im Schulbetrieb.
Die erste Reifeprüfung in der neuen Lehrerinnenbildungsanstalt wurde am 30. Juli 1869 abgelegt. Im gleichen Jahr kam es zur Neustrukturierung der Ursulinenschulen, wobei der Orden seine Lehrtätigkeit wegen der Eröffnung einer staatlichen Lehrerinnenbildungsanstalt einstellen musste. Durch die Bevölkerungszunahme in Graz und den damit einhergehenden Platzmangel wurde der Neubau des Ursulinenklosters in der Leonhardstraße beschlossen, in dem sich noch heute die Schule und der Konvent befinden. Der Gebäudekomplex in der Sackstraße ging im Jahr 1900 in den Besitz der Schulschwestern über.